# 渡辺好章
渡辺 好章（わたなべ よしあき、1949年11月11日 - ）は、日本の工学者。専門は、非線形音響工学、超音波エレクロトロニクス等。
同志社大学工学部、同大学同志社大学#研究科工学研究科修了。工学博士の学位を取得。その後同志社大生命医科学部教授・学部長。
熱音響を用いた新冷却システム、骨導超音波を用いたヘッドフォンシステム等の研究開発実績がある。
2013年、一般社団法人日本音響学会 会長に就任。
プロデュース能力を人材育成の基本としており、NPO法人プロデュース・テクノロジー開発センターを設立し、代表を務めている。
プロデュース能力研究会会長。